# Diplurodes pustulata
Diplurodes pustulata là một loài bướm đêm trong họ Geometridae.